# Grenzhorizont

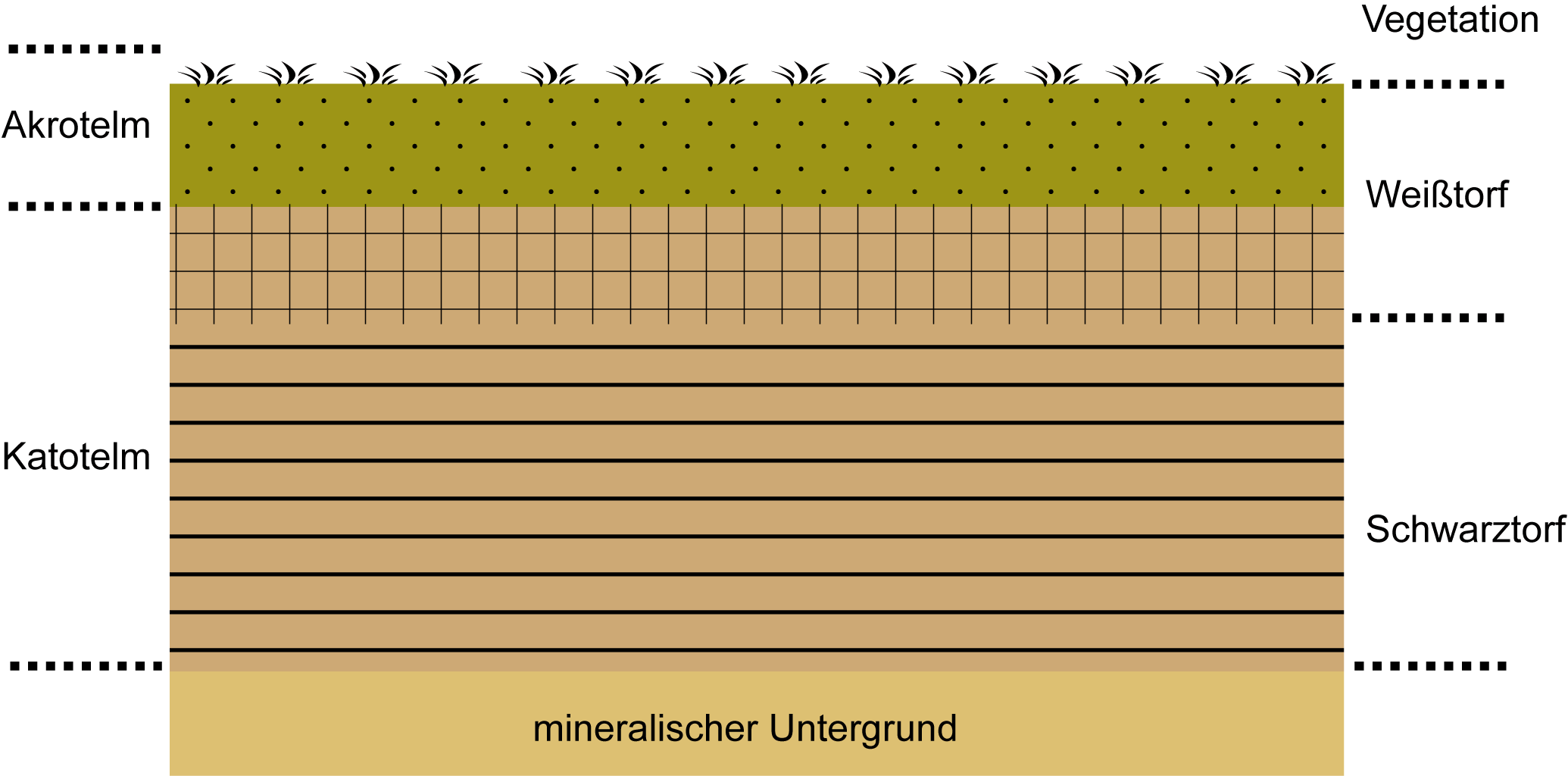
De Grenzhorizont von Weber is de stippellijn tussen witveen en zwartveen

Grenzhorizont von Weber is de grenslaag die in de Centraal-Europese moerassen wordt aangetroffen tussen het oudere, meer ontbonden zwartveen en het bovenliggende, jongere en minder vergane witveen. Het ontstaan van de Grenzhorizont von Weber wijten botanici, geologen en klimaatwetenschappers aan de klimaatverandering. Het continentale klimaat wijzigde omstreeks 1500 voor Christus naar een natter en warmer atlantisch klimaat door een verhoogde zonneactiviteit. In de hoogveenarcheologie is de Grenzhorizont von Weber een belangrijk instrument voor stratigrafische datering van in een hoogveen ingesloten archeologische vondsten.
Het concept van Grenzhorizont von Weber is door de Duitse botanicus Carl Albert Weber bedacht en wordt ook in andere talen in het Duits geschreven.

## Weblinks
- H. Nietsch: Zur Problematik des Grenzhorizonts europäischer Sphagnummoore.
- E.C. Wassink: Ueber den Grenzhorizont in Niederländischen Hochmoore.
- Grenslaag van Weber.